# Еркан Зенгін
Еркан Зенгін (швед. Erkan Zengin, нар. 5 серпня 1985, Кулу, Туреччина) — шведський футболіст турецького походження, півзахисник національної збірної Швеції та турецького клубу «Ескішехірспор».
Чемпіон Туреччини. 

## Клубна кар'єра
Вихованець футбольної школи клубу «Гаммарбю Таланг».
У дорослому футболі дебютував 2003 року виступами за команду клубу «Гаммарбю Таланг». 2004 року приєднався до «Гаммарбю», де відіграв п'ять сезонів.
Своєю грою за цю команду привернув увагу представників тренерського штабу клубу «Бешікташ», до складу якого приєднався 2009 року. Відіграв за стамбульську команду наступний сезон своєї ігрової кар'єри.
2010 року уклав контракт з клубом «Ескішехірспор», у складі якого провів наступні п'ять років своєї кар'єри гравця.
До складу клубу «Трабзонспор» приєднався 2015 року.

## Виступи за збірні
2002 року дебютував у складі юнацької збірної Туреччини, взяв участь у 2 іграх на юнацькому рівні.
Протягом 2005–2006 років залучався до складу молодіжної збірної Швеції. На молодіжному рівні зіграв у 13 офіційних матчах, забив 2 голи.
2013 року дебютував в офіційних матчах у складі національної збірної Швеції.

### Голи за збірну
| # | Дата           | Стадіон                       | Суперник    | Гол | Результат | Змагання                  |
| - | -------------- | ----------------------------- | ----------- | --- | --------- | ------------------------- |
| 1 | 8 вересня 2014 | Ернст-Гаппель-Штадіон, Відень | Австрія     | 1–1 | 1–1       | Кваліфікація до Євро-2016 |
| 2 | 12 жовтня 2014 | Френдс-Арена, Сульна          | Ліхтенштейн | 2–0 | 2–0       | Кваліфікація до Євро-2016 |
| 3 | 12 жовтня 2015 | Френдс-Арена, Сульна          | Молдова     | 2–0 | 2–0       | Кваліфікація до Євро-2016 |

## Титули і досягнення
- Чемпіон Туреччини (1):

«Бешікташ»: 2008-2009
- Володар Кубка Туреччини (1):

«Бешікташ»: 2008-2009